# Air Premia
Air Premia (em coreano: 에어프레미아) é uma companhia aérea sul-coreana com sede em Seul. A companhia aérea foi fundada em 2017 pelo ex-presidente da Jeju Air, Kim Jong-Chul.

## História
A empresa foi fundada em 27 de julho de 2017 pelo ex-presidente da Jeju Air, Kim Jong-Chul. Em abril de 2019, a companhia aérea pretendia lançar em 2020 e arrendar três Boeing 787-9 da Aircraft Lease Corporation (ALC), mas anunciou e concordou em comprar cinco. Esperava-se inicialmente que a Air Premia lançasse seu voo para rotas regionais dentro da Ásia, mas já tem destinos nos EUA em seu radar. Eles estão planejando inicialmente rotas para os EUA e Austrália a partir de sua base em 2021.
Em abril de 2021, eles receberam seu primeiro Boeing 787-9 e planejam operar 10 aeronaves até o final de 2024.
Em 11 de agosto de 2021, a companhia aérea iniciou voos entre Seul e Jeju. O voo doméstico terminou em 30 de outubro de 2021 para preparação de rotas internacionais.

## Frota
A frota da Air Premia consiste nas seguintes aeronaves (Abril de 2021):
| Aeronaves    | Em Serviço | Ordens | Passageiros | Passageiros | Notas |
| Aeronaves    | Em Serviço | Ordens | E+          | E           | Notas |
| ------------ | ---------- | ------ | ----------- | ----------- | ----- |
| Boeing 787-9 | 1          | 3      | 56          | 253         |       |
| Total        | 1          | 3      |             |             |       |